# Baseball en Suisse
Le baseball est un sport mineur en Suisse. 

## Histoire
Le sport a sa fondation au début des années 80.
L'instance dirigeante du baseball dans le pays est la Fédération suisse de baseball et de softball. Le Championnat de Suisse de baseball est la ligue nationale de baseball professionnelle.

## Classements
Selon la fédération internationale de baseball, la Suisse est classée 61e nation chez les hommes. Chez les femmes, le pays n'est pas classé.